# George Duke (cầu thủ bóng đá)
George Edward Duke (6 tháng 9 năm 1920 – 19 tháng 3 năm 1988) là một thủ môn bóng đá người Anh thi đấu tại Football League cho Luton Town và Bournemouth & Boscombe Athletic.